# ویلیان ژوزه
ویلیان ژوزه دا سیلوا (پرتغالی: Willian José da Silva؛ زادهٔ ۲۳ نوامبر ۱۹۹۱) بازیکن فوتبال اهل برزیل است.
از باشگاه‌هایی که در آن بازی کرده‌است می‌توان به سائو پائولو، گرمیو، سانتوس، رئال مادرید بی، رئال مادرید، ساراگوسا، لاس پالماس، رئال سوسیداد و ولورهمپتون واندررز اشاره کرد.
وی همچنین در تیم ملی فوتبال برزیل بازی کرده‌است.